# Ketubba

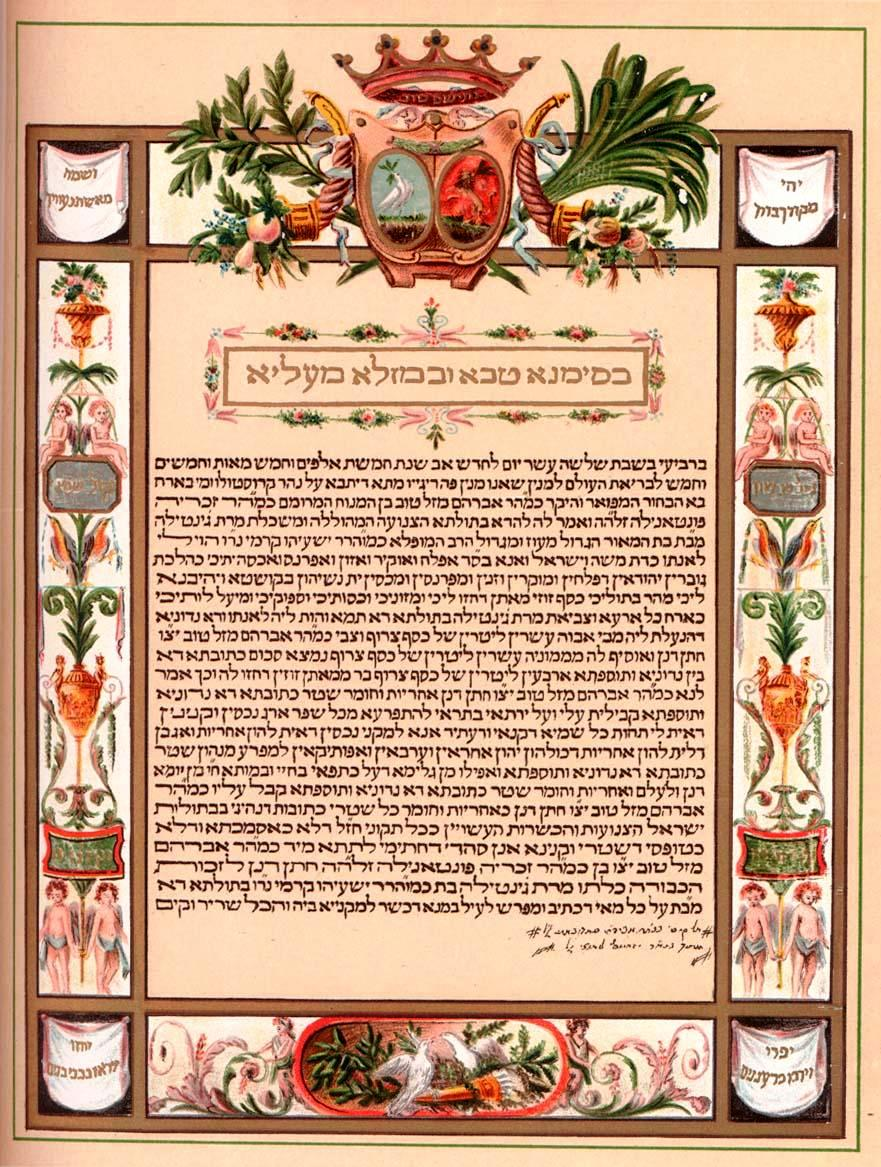
Illustrierte Ketubba (18. Jhdt.)

Die Ketubba (hebräisch כְּתוּבָּה ‚Geschriebenes‘ ‚Dokument‘ ‚wörtlich: Es ist geschrieben‘) ist der schriftlich niedergelegte jüdische Ehevertrag. Er wird in aramäischer Sprache verfasst und von zwei Zeugen unterschrieben.
Im orthodoxen Judentum definiert die Ketubba die Verpflichtung des Ehemanns gegenüber seiner Gattin. Er verpflichtet sich damit, ihr Unterstützung, Ernährung, gesundes Leben und Freude zu sichern. Im engeren Sinne sichert die Ketubba die Rechte der Frau, zu denen sich der Ehemann verpflichtet (drei Rechte): 1. Unterhalt (Sch´era), 2. Bekleidung (Kesuta), 3. Geschlechtsverkehr (Onata). Die Ketubba regelt auch die finanzielle Absicherung der Frau im Falle einer Scheidung oder des Todes des Mannes. Für die Frau sind in der Ketubba keine Pflichten festgelegt.
Der Text einer orthodoxen Ketubba, aus dem Aramäischen übersetzt, lautet in etwa:

„Am... Tage der Woche, am ... Tage des Monats... des Jahres ... nach Erschaffung der Welt, nach der Zeitrechnung, die wir hier in der Stadt XYZ zählen. Es hat A., Sohn des B., zu der Jungfrau C., Tochter des D., gesagt: Sei mir zur Frau nach dem Gesetze Moses und Israels, und ich will für dich arbeiten, dich in Ehren halten, dich ernähren und versorgen, nach der Sitte der jüdischen Männer, die in Redlichkeit für ihre Frauen arbeiten, sie ehren, ernähren und versorgen. Auch will ich dir die Morgengabe deiner Jungfräulichkeit geben, 200 Sus (Denare) in Silbermünzen, die dir gemäß der Tora gebühren, wie auch deine Speise, deine Kleidung und all deinen Bedarf, und ich komme zu dir nach der Weise der ganzen Welt.' Und sie, die Jungfrau, hat eingewilligt, ihm zur Frau zu werden. 

Und die Mitgift, die sie vom Hause ihres Vaters mitbekommt, sei es in Silber, Gold, Schmucksachen, Kleidungsstücken, Hausgeräten oder Bettzeug, beträgt 100 Silbermünzen.  Und A., der Bräutigam, hat eingewilligt, ihr noch 100 Sus Silbermünzen zuzufügen, so daß die ganze Summe 200 Silbermünzen beträgt. 

Und A., der Bräutigam, sprach also: Ich übernehme die Gewährleistung für diese Ketubba, Mitgift und Zugabe sowohl für mich als auch für meine Erben nach mir, so daß sie ausbezahlt werden soll mit dem Besten und Vorzüglichsten meines Vermögens, das ich auf Erden besitze, das ich erwarb oder erwerben werde, sei es an Immobilien oder an Mobilien. All dieser Besitz, selbst mein Mantel auf meinen Schultern, soll gewährleisten oder verbürgen, daß deine Ketubba, Mitgift und Zugabe bezahlt werde bei meinem Leben und nach meinem Tode, vom heutigen Tage an in alle Ewigkeit.' 

Die Gewährleistung für Morgengabe, Mitgift und Zugabe übernahm A., der Bräutigam, gemäß strengen Vorschriften der Ketubba und der Zusatz-Urkunden, wie sie bei den Töchtern Israels gebräuchlich sind, und nach den Anordnungen unserer Weisen, nicht etwa als bloßes Versprechen oder als Urkundenformular. 

All dies ist erklärt worden von seiten des Bräutigams A., Sohn des B., für C., Tochter des D., in bezug auf alles oben Geschriebene und Erklärte, um es rechtskräftig zu erwerben. Wir (die Zeugen) haben vom Bräutigam A., Sohn des B., für die Braut C., Tochter des D., die Jungfrau, mittels eines Kleidungsstückes, welches zum Kinjan geeignet ist, rechtskräftig die vorstehenden Rechte erworben. 

                                                                  
Alles ist fest und rechtsgültig. 

Unterschrift: ... Sohn des ..., Zeuge ... Sohn des ...., Zeuge.“

In einigen Gegenden fügen auch Bräutigam und Braut ihre Unterschriften bei.
Diese Form der Ketubba wird jedoch nur im orthodoxen Judentum verwendet. Die Mehrheit der Juden in Nordamerika und eine bedeutende Minderheit der Juden in Europa und Israel praktizieren Formen des Konservativen oder Reformjudentums. In diesen Denominationen dient die Ketubba den Partnern vor allem als feierliche Erklärung ihrer Liebe füreinander und ihrer gegenseitigen Versprechen und Verpflichtungen. Dies schließt in der Regel auch einen angemessenen Beitrag zum Lebensunterhalt ein, doch nehmen beide Partner gleichermaßen diese Verpflichtung auf sich. Morgengabe und Mitgift kommen dabei nicht vor. Viele nicht-orthodoxe Ketubbot schließen auch einen Passus ein, in dem sich der Bräutigam verpflichtet, seiner Frau auf Verlangen die Scheidung zu gewähren. Weil manche Juden Angehörige anderer Religionen heiraten, gibt es auch Ketubba-Texte für solche gemischtreligiösen Eheschließungen. Dasselbe gilt für die wachsende Zahl gleichgeschlechtlicher jüdischer Partnerschaften, die in einer religiösen Zeremonie besiegelt werden und für die es ebenfalls Ketubbot gibt.
Nicht-orthodoxe Ketubbot sind nicht einfach eine Formalität, sondern dienen dem Paar als eine Art feierliches „mission statement“ ihrer Ehe. Entsprechend viel Sorgfalt wird auf die Formulierung verwendet. Dass die Ketubba von Kalligraphen geschrieben und von darauf spezialisierten Künstlern aufwendig gestaltet wird, gehört zu der jüdischen Tradition des chidur mizvah, also der „Verschönerung“ einer religiösen Verpflichtung. Viele Paare lassen ihre Ketubba rahmen und hängen sie zu Hause an einem Ehrenplatz auf.